# 拉法乌·马伊卡
拉法乌·马伊卡（波蘭語：Rafał Majka，波兰语发音：[ˈrafaw ˈmajka]，1989年9月12日—）生于小波兰省Zegartowice，是一名波兰男子自行车运动员，主攻公路自行车，擅长爬坡路段。他在童年时曾接触足球，12岁时改练习自行车，14岁时他在一场青年比赛中被教练Zbigniew Klęk看中。2011年，他加入盛宝银行车队，这是他加入的首个职业车队。